# USA mot Skrmetti
United States v. Skrmetti är ett pågående rättsfall i USA:s högsta domstol om huruvida förbud mot könsbekräftande vård för transpersoner under 18 år bryter mot det  fjortonde tillägget till konstitution.

## Bakgrund
Sedan år 2020 har många amerikanska delstater med republikanskt ledda lagstiftande församlingar infört förbud mot könsbekräftande vård för unga. Den 22 mars 2023 antog Tennessees representanthus en lag som förbjuder vissa former av könsbekräftande vård för barn och unga transpersoner som har diagnosen könsdysfori. Efter att lagen antogs begärde justitiedepartementet att den  amerikanska distriktsdomstolen Tennessees mellersta distrikt tillfälligt skulle stoppa lagen. Distriktsdomstolen beviljade delvis begäran då domstolen ansåg att förbudet kränkte föräldrarnas grundläggande rättigheter. Förbudet mot könsbekräftande operationer stoppades dock inte.
Distriktsdomstolens beslut överklagades till den federala appellationsdomstolen över den sjätte kretsen. I ett 2–1-beslut upphävde appellationsdomstolen distriktsdomstolen beslut. Chefsdomaren Jeffrey Sutton skrev att lagen sannolikt kommer att stå kvar efter en slutlig prövning och att föräldrarnas rätt att kontrollera sjukvården för sina barn inte är en grundläggande rättighet eftersom den inte är djupt rotad i USA:s  historia och tradition.

## Rättslig argumentation
Regeringen hävdar att lagen utgör könsdiskriminering. Detta eftersom lagen fortfarande tillåter användning av pubertetsblockerare och hormoner av skäl som inte är relaterade till könsbyten. En manlig tonåring skulle således tillåtas att ta testosteron som en behandling för försenad pubertet, men samma medicinering skulle inte tillåtas för en patient vars födelsekön är kvinnligt och som önskar att kroppen ska överensstämma med könsidentiteten. Regeringen hänvisade särskilt till Högsta domstolens beslut i Bostock v. Clayton County  som fastställde att både sexuell läggning och könsidentitet omfattas av antidiskrimineringslagar under avdelning VII i Civil Rights Act från 1964.
Tennessee förnekar att lagförslaget diskriminerar transpersoners och hävdar att det endast skiljer mellan olika medicinska användningar. De hävdar vidare att pojkar och flickor behandlas lika då lagen inte skiljer mellan vem som ska genomgå könsbekräftande behandling. De hävdar också att domstolen inte bör skapa en ny skyddad grupp i form av transpersoner.

## Högsta domstolen
Den 6 november 2023 överklagades appellationsdomstolen beslut till Högsta domstolen. Högsta domstolen beviljade prövningstillstånd den 24 juni 2024.
Högsta domstolen hörde fallet muntligen den 4 december 2024. Tennessee's generaladvokat argumenterade för Tennesee. Elizabeth Prelogar som är USA:s generaladvokat företräde den amerikanska regeringen och fick sällskap av ACLU- advokaten Chase Strangio som argumenterade för de privata målsäganden som också vara en del av målet.
Bedömare som följt rättegången ansåg att Elena Kagan, Sonia Sotomayor och Ketanji Brown Jackson tycktes sympatisera med argumenten som framförts av USA:s regering och målsäganden, medan Clarence Thomas, Samuel Alito, Brett Kavanaugh och John Roberts tycktes sympatisera med argumenten från Tennessee. Amy Coney Barretts och Neil Gorsuchs position ansågs vara mer svårbedömd.
Juridiska experter förväntar sig att Donald Trump kommer att uppmana justitiedepartement att vända sin ståndpunkt i fallet och dra tillbaka regeringens begäran om att Högsta domstolen ska pröva fallet. Experter är delade kring om detta kommer att påverka prövningen av målet, där en del lyft fram att det inte kommer ha någon påverkan medan andra misstänker att det kan ledda till en ny muntlig förhandling.

### Utgång
Den 18 juni 2025 beslutade Högsta domstolen med röstsiffrorarna (6–3) att Tennessees lag som begränsar könsbekräftande vård för unga inte bryter mot det fjortonde tilläggets likabehandlingsprincip. Chefsdomare John Roberts skrev för majoriteten att domstolens uppgift inte är att bedöma lagens klokhet, utan att säkerställa att den är konstitutionell.
Majoriteten ansåg att lagen grundades på ålder och medicinska behov  och hänvisade särskilt till osäkerheten kring könsbekräftande behandling,. Domstolen tog inte ställning till om transpersoner är en skyddad grupp, och lämnade föräldrars rättigheter som en öppen fråga. 
De tre liberala domarna – Sotomayor, Kagan och Jackson – var skiljaktiga. Sotomayor varnade för att domen öppnar för diskriminering av transpersoner genom att dölja det som könsbaserade lagar.